# إديث فيلوز
إديث فيلوز (بالإنجليزية: Edith Fellows)‏ هي ممثلة أمريكية، ولدت في 20 مايو 1923 في بوسطن في الولايات المتحدة، وتوفيت في 26 يونيو 2011 في وودلاند هيلز، كاليفورنيا في الولايات المتحدة بسبب مرض.

## أعمال

### أفلام
- (1931) سيمارون[5]
- (1985) التلال لها عيون 2

## وصلات خارجية
- إديث فيلوز على موقع IMDb (الإنجليزية)
- إديث فيلوز على موقع ألو سيني (الفرنسية)
- إديث فيلوز على موقع أول موفي (الإنجليزية)
- إديث فيلوز على موقع قاعدة بيانات برودواي على الإنترنت (الإنجليزية)
- إديث فيلوز على موقع قاعدة بيانات الأفلام السويدية (السويدية)
- إديث فيلوز على موقع إن إن دي بي (الإنجليزية)
- إديث فيلوز على موقع قاعدة بيانات الفيلم (الإنجليزية)
- إديث فيلوز على موقع كينوبويسك (الروسية)